# 新莊區
25°02′09″N 121°27′01″E / 25.0359472°N 121.4504128°E
新莊區，舊稱「武朥灣」、「興直」，位於臺灣新北市西部，臺北盆地的西緣。北鄰五股、泰山兩區，西連桃園市龜山區，東臨三重區，南接樹林、板橋兩區。地形上除西北部的林口臺地與西南部的龜崙嶺丘陵區外，其餘多為大漢溪左岸的新莊平原。全境面積約為19.7383平方公里，人口約有42.4萬人，是新北市人口第二多的行政區，也是臺灣人口第四多的鄉鎮市區。
新莊區居大漢溪與淡水河匯流處，整體地勢平坦，開發甚早，為北臺灣主要的稻米產區，在艋舺（今臺北市萬華區）縣城設置之前，是北臺灣商業繁盛的港口及政經核心。自日治時代末期起，配合日本人將臺北市的工廠移至當地，加上1960年代開始隨著臺灣工業的發展，當地鄰近臺北市且地處交通要衝，製造業相當發達。進入21世紀後隨頭前重劃區與新莊副都心等市地開發計劃，行政院也在此興建中央合署辦公大樓，使其轉型為臺北都會區的副都心及新興商辦聚集地區。區內擁有新莊廟街、廣福宮等傳統歷史景點，新北產業園區、化成工業區、西盛工業區等製造業及輕工業基地，以及新莊文藝中心、體育園區等建設，整體呈現新舊歷史融合之景象。

## 歷史

位於壽山路上的新莊市改制紀念碑（已拆除）

18世紀以前，凱達格蘭族武朥灣社曾在新莊平原活動。觀音山（八里坌山）曾名興直山，新莊平原位於興直山下，故名興直堡。西元1650年，臺灣於荷西時期由荷蘭人進行原住民平埔族戶口調查。
18世紀漢人入墾後，通稱為「新庄」，即「新興的街庄」之意，也寫作「新莊」。學者認為，「新莊」原意為此區域最繁華的地帶，而後漸漸延伸成為整個地帶的名字。新莊作為淡水港的內港，被譽為北臺灣開發最早的地區。在清朝乾隆、嘉慶年間舟船熙攘、商賈聚集曾盛極一時，擁有「千帆林立新莊港，市肆聚千家燈火」之美譽。為臺北盆地中心都市，土興人旺。嘉慶中葉以後，因當時淡水河另一條河道淤積，這條河道大致同於今日的“二重疏洪道”，它在清代嘉慶以後的淤積成陸地後，使新莊失去了航運之便，交通輻輳地位讓予艋舺，新莊的發展也就此停滯。沉寂一時的新莊到光緒中葉，因臺灣鐵路興建完成有了重振跡象。但日治初期鐵路改線經由枋橋（今板橋），新莊再次喪失交通地位。

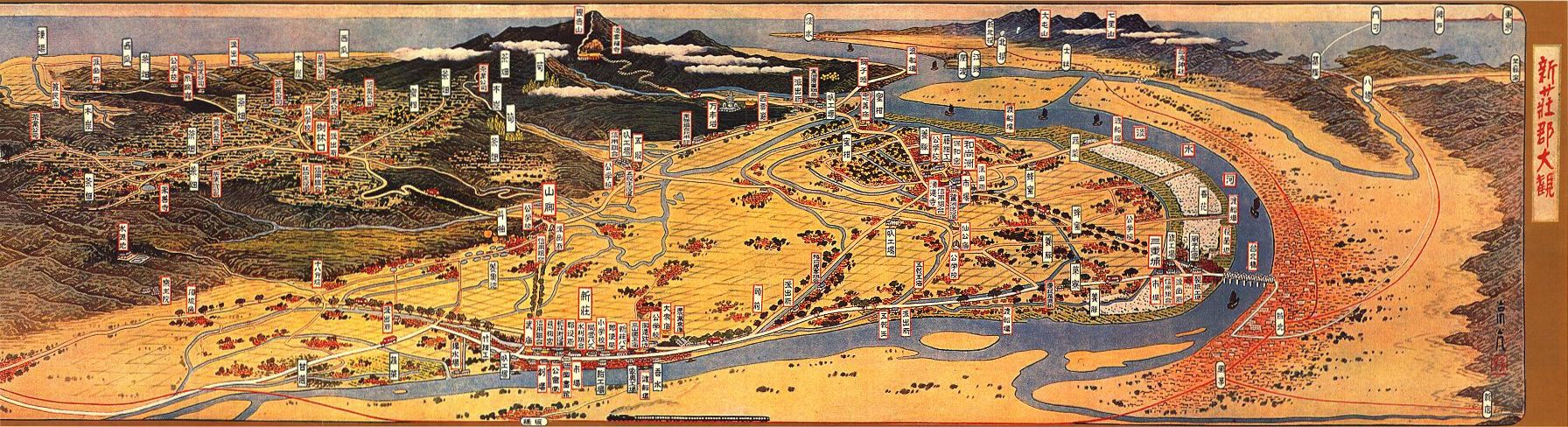
日治時期所繪製的新莊郡示意地圖

日治時期大正9年（1920年）隸屬臺北州新莊郡，轄新莊街、鷺洲、五股和林口，是當時農業重鎮。又因臨近臺北市，新莊的商業活動也跟著興盛起來。二次大戰末期，總督府為避免盟軍轟炸，疏散臺北市的重要工廠都移往鄰近鄉鎮，該政策使新莊的工業開始發展:47。
1945年日本投降，國民政府接管臺灣後，原臺北州新莊郡改為臺北縣新莊區，新莊街則改制為新莊鎮，並成立新莊鎮公所及鎮民代表會。1950年，新莊鎮和泰山鄉分治，新莊區則遭到廢止，新莊鎮行政地位確立。頭前工業區、西盛工業區的成立，是新莊從農業市鎮進入工業都市的重要轉捩點:48。新莊的工廠分佈於四個地區：化成路頭前工業區、新樹路西盛工業區、新莊路兩側、中正路丹鳳段，產業以化學、紡織、機械、金屬所佔的比例最大，這幾項產業吸引了大量的工業人口，外地人相繼遷入人口急增。
1973年1月20日，臺北縣政府頒布實施「新莊都市計畫」，定下了新莊鎮的都市紋理與空間格局。與此同時，宏國集團、聯邦集團、宏泰集團等建設公司紛紛在新莊開發大規模的的公寓社區，如宏安、聯邦、宏泰、正邦、正安、宏友、宏全、元興、金鑫等社區。新莊的人口自1970年五萬兩千人至1980年改縣轄市前夕已達十六萬八千人，十年之間社會增加十二萬人，新遷入居民多過世居的新莊人兩倍，1979年7月，新莊鎮人口突破15萬人，故於1980年7月1日改制為縣轄市新莊市。2009年9月，設籍人數突破40萬。
2010年12月25日，因應五都升格，臺北縣新莊市改制為新北市新莊區。2012年1月5日捷運新莊線開通。2017年3月2日桃園國際機場捷運開通。2020年1月31日捷運環狀線開通。

## 地理

### 位置
新莊位置位於臺灣島北部，新北市西部大漢溪以北，面積為19.7383平方公里。新莊東鄰三重區，南邊以大漢溪與板橋區相望，西南大致以塔寮坑溪及劉厝圳與樹林區相鄰，西接桃園市龜山區，北部分別與泰山區和五股區接壤。

### 人口
根據新北市政府民政局及內政部戶政司統計，2024年底新莊區戶數約17.2萬戶，人口約42.4萬人，人口密度每平方公里約2.1萬人，是全臺灣人口第四多、人口密度第七高的三級行政區。區內人口最多與最少的里分別是中原里與國泰里，2024年底兩里人口分別為16,192人與1,320人，其中中原里也是新北市人口第六大里。

## 政治

### 歷任首長
新莊鎮鎮長
| 任別 | 姓名   | 就任日期       | 卸任日期       | 備註           |
| ---- | ------ | -------------- | -------------- | -------------- |
| 1    | 謝文程 | 1946年1月23日  | 1946年12月10日 | 代理           |
| 2    | 陳國治 | 1947年1月1日   | 1948年12月16日 | 鎮民代表會選出 |
| 3    | 詹火炮 | 1948年12月17日 | 1950年3月17日  |                |
| 4    | 張當陽 | 1950年3月18日  | 1951年6月30日  |                |
| 5    | 鄭建邦 | 1951年7月1日   | 1956年6月30日  | 首任民選       |
| 6    | 張德發 | 1956年7月1日   | 1964年2月29日  |                |
| 7    | 邱啟輝 | 1964年3月1日   | 1968年2月29日  |                |
| 8    | 鄭建邦 | 1968年3月1日   | 1972年11月28日 |                |
| 9    | 林國治 | 1972年11月29日 | 1973年2月28日  | 代理           |
| 10   | 張德發 | 1973年3月1日   | 1977年12月29日 |                |
| 11   | 鄭余鎮 | 1977年12月30日 | 1980年6月30日  |                |

新莊市市長
| 任別 | 姓名     | 就任日期     | 卸任日期       | 備註 |
| ---- | -------- | ------------ | -------------- | ---- |
| 1    | 鄭余鎮   | 1980年7月1日 | 1981年1月31日  |      |
| 2    | 盧慶忠   | 1981年2月1日 | 1982年2月28日  | 代理 |
| 3    | 周勝彥   | 1982年3月1日 | 1986年2月28日  |      |
| 4    | 徐六郎   | 1986年3月1日 | 1990年2月28日  |      |
| 5    | 蔡家福   | 1990年3月1日 | 1998年2月28日  |      |
| 6    | 黃林玲玲 | 1998年3月1日 | 2006年2月28日  |      |
| 7    | 許炳崑   | 2006年3月1日 | 2010年12月24日 |      |

新莊區區長
| 任別 | 姓名   | 就任日期       | 卸任日期       | 備註 |
| ---- | ------ | -------------- | -------------- | ---- |
| 1    | 許炳崑 | 2010年12月25日 | 2014年12月24日 |      |
| 2    | 李政勳 | 2014年12月25日 | 2018年12月3日  |      |
| 2    | 王立文 | 2018年12月4日  | 2019年1月31日  | 代理 |
| 3    | 朱思戎 | 2019年2月1日   | 2020年8月23日  |      |
| 4    | 林煌源 | 2020年8月24日  | 2022年6月30日  |      |
| 5    | 林耀長 | 2022年6月30日  | 2023年1月31日  |      |
| 6    | 朱思戎 | 2023年1月31日  | 現任           |      |

### 區政組織

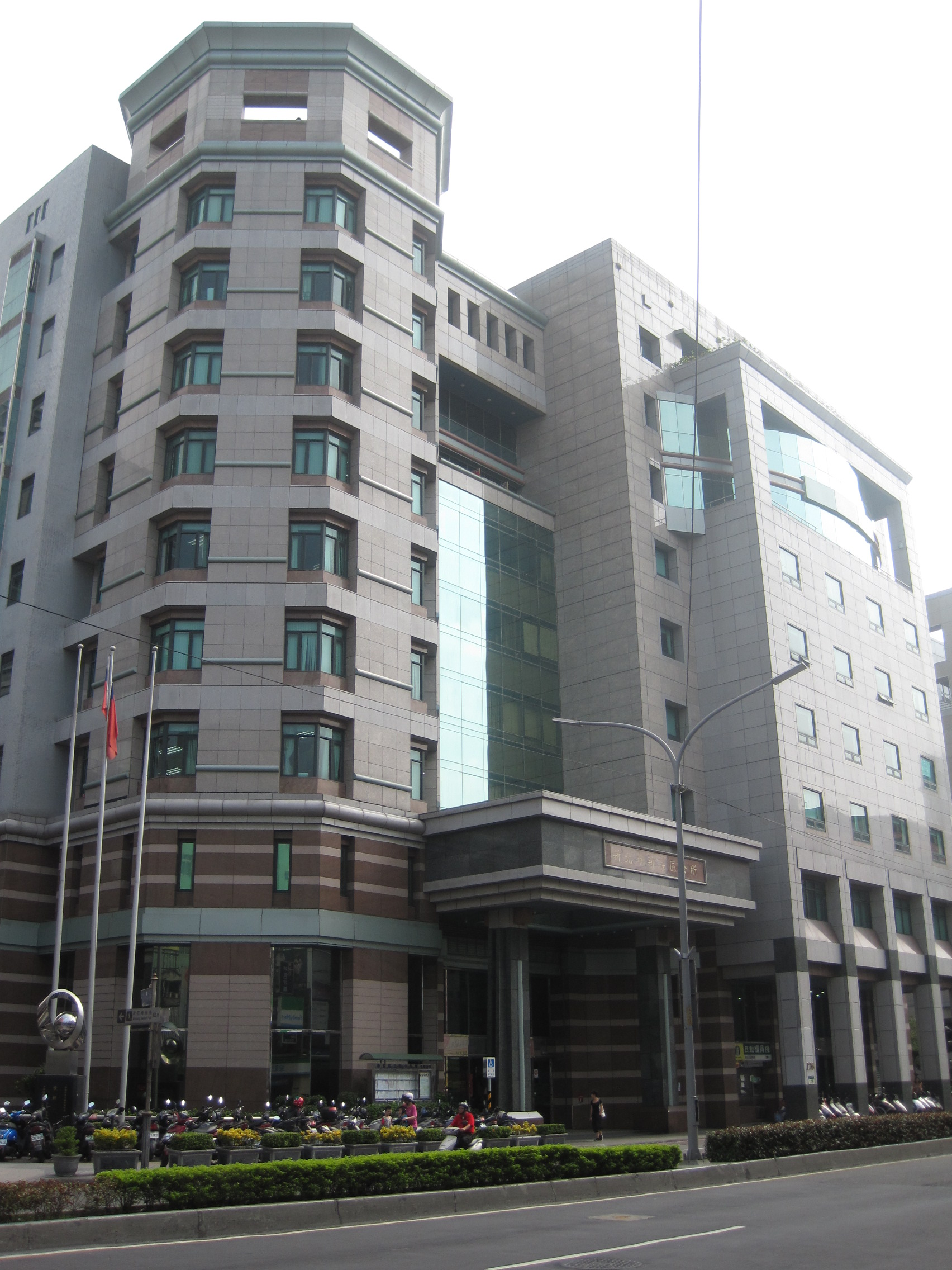
新莊區公所

新莊區公所是新北市政府在新莊區的派出機關，在中華民國政府架構中為市政府綜理區政的執行機關，上級業務監督機關為新北市政府。区长由市長任命，其任期為無任期保障。在區長、副區長及主任秘書之下，設有6課4室等10個內部單位。經過2021年9月21日調整市議員選區後，新莊區為新北市議會第三選區，在市議會的66席市議員中，新莊區共選出7席區域市議員（不含平地原住民與山地原住民議員）。

### 行政區
現今新莊區行政範圍的確立，來自於1950年3月，將原屬新莊鎮的大科、山腳、同榮、泰山等4個里劃出泰山鄉:56。調整後，全鎮轄有頭前里、文明里、文德里、榮和里、興漢里、海山里、全安里、文衡里、中港里、營盤里、後港里、柏林里、西盛里與丹鳳里等14個里。同年8月，裁撤區署，新莊鎮改直隸於臺北縣。1980年7月1日，改為「新莊市」:56。2010年，臺北縣改制為直轄市，新莊市改制為市轄區「新莊區」，隸屬新北市。
新莊區共轄84里，其行政區域分布情形為：
| 新莊區行政區劃圖 | 新莊區行政區劃圖 | 新莊區行政區劃圖 | 新莊區行政區劃圖 | 新莊區行政區劃圖 | 新莊區行政區劃圖 | 新莊區行政區劃圖 | 新莊區行政區劃圖 | 新莊區行政區劃圖 | 新莊區行政區劃圖 | 新莊區行政區劃圖 | 新莊區行政區劃圖 |
| ---------------- | ---------------- | ---------------- | ---------------- | ---------------- | ---------------- | ---------------- | ---------------- | ---------------- | ---------------- | ---------------- | ---------------- |
|                  |                  |                  |                  |                  |                  |                  |                  |                  |                  |                  |                  |
| 次分區           | 里               | 里               | 里               | 里               | 里               | 里               | 里               | 里               | 里               | 里               | 里               |
| 興直區           | 文明里             | 文德里           | 全安里           | 忠孝里           | 榮和里           | 文聖里           | 文衡里           | 全泰里           | 海山里             | 興漢里           |                  |
| 頭前區           | 化成里           | 仁義里           | 自信里           | 和平里           | 昌明里           | 昌隆里           | 信義里           | 思賢里           | 福興里           | 仁愛里           | 自立里           |
| 頭前區           | 自強里           | 昌平里           | 昌信里           | 幸福里           | 思源里           | 福基里           | 頭前里           |                  |                  |                  |                  |
| 中港區           | 中平里           | 中宏里           | 中信里           | 中美里           | 中華里           | 中隆里           | 立人里           | 立言里             | 立廷里           | 立基里           | 恆安里           |
| 中港區           | 中全里           | 中和里           | 中原里           | 中泰里           | 中港里           | 中誠里           | 立功里           | 立志里           | 立泰里           | 立德里           |                  |
| 福營區           | 丹鳳里           | 泰豐里           | 國泰里           | 富民里           | 福營里           | 營盤里           | 豐年里             | 雙鳳里           | 合鳳里           | 祥鳳里           | 裕民里           |
| 福營區           | 富國里           | 龍福里           | 龍鳳里           | 瓊林里           |                  |                  |                  |                  |                  |                  |                  |
| 後西區           | 八德里           | 民全里           | 民有里           | 光和里           | 光華里           | 西盛里           | 建安里           | 南港里           | 後德里           | 龍安里           | 民本里           |
| 後西區           | 民安里           | 光正里           | 光明里           | 光榮里           | 成德里           | 建福里           | 後港里           | 萬安里           | 四維里           |                  |                  |

### 警政消防
警政
- 新北市政府警察局新莊分局
  - 新莊分局交通分隊
  - 新莊派出所
  - 中港派出所
  - 丹鳳派出所
  - 光華派出所
  - 福營派出所
  - 頭前派出所
  - 中平派出所
  - 昌平派出所
  - 五工派出所
  - 新樹派出所

消防
- 新北市政府消防局第二大隊[23]
  - 第二大隊部
  - 五工分隊
  - 裕民分隊
  - 福營分隊
  - 新莊分隊
  - 中港分隊
  - 頭前分隊

### 政府機構

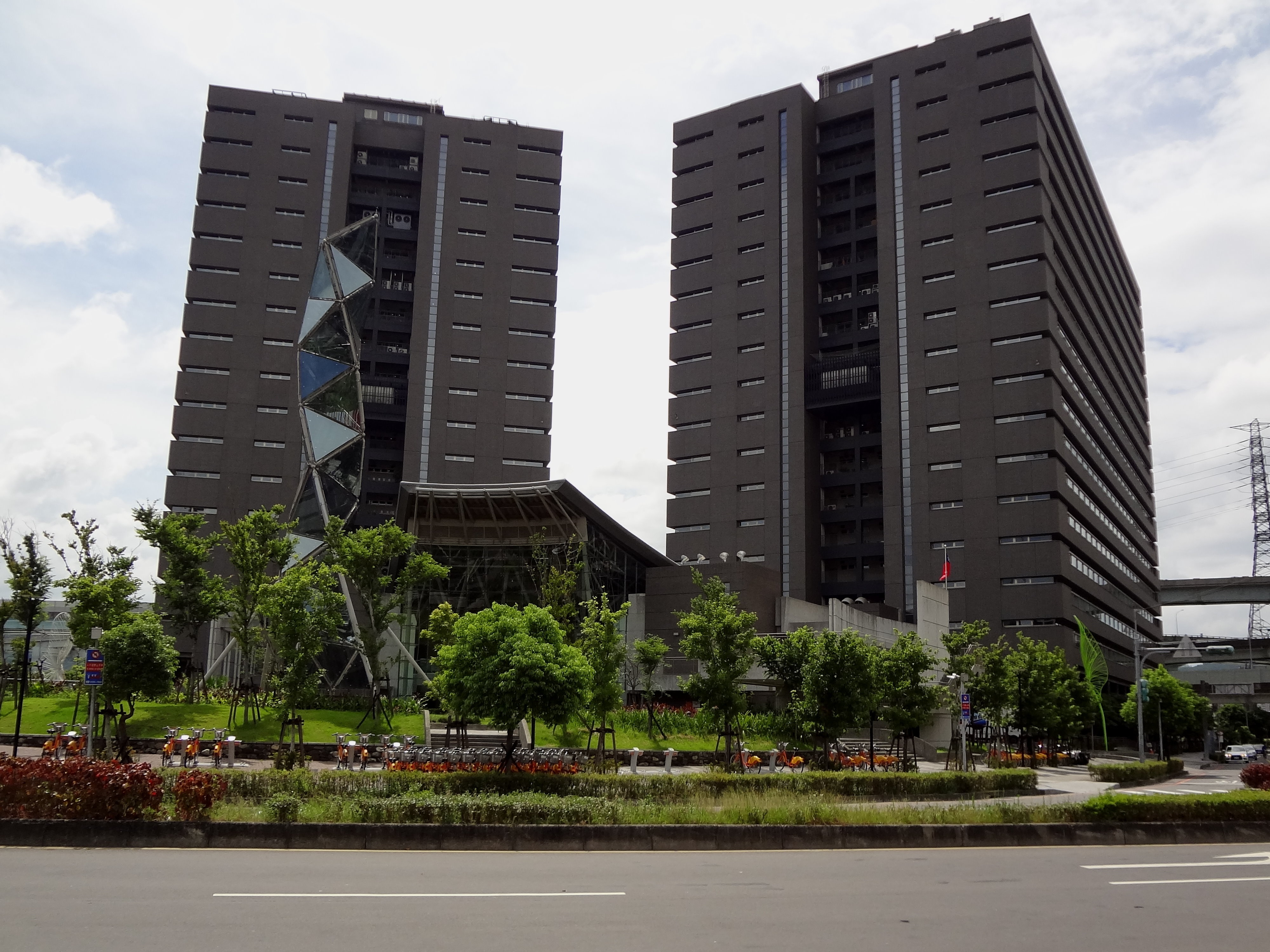
行政院新莊聯合辦公大樓

- 行政院新莊聯合辦公大樓
- 新莊區公所
- 新莊區地政事務所
- 新莊區戶政事務所
- 新莊區衛生所

## 經濟

### 工業
為臺灣北部工業重鎮，產業結構中二級產業從業比例達57%，境內有經濟部工業局所轄的新北產業園區，以及縣級的瓊林工業區、西盛工業區、頭前工業區等工業區，的都市計畫是在新莊郡的外圍編定大量工業用地，設籍於新莊區的工廠家數一度將近6,000家(例如知名的歌林)，因產業變遷和都市更新而有減少，截至2012年底已减少至3,875家。今日仍有三洋電機、台鳳、中華電線電纜公司等大型工廠營運中，未來亦朝城市擴大的都市更新計畫來進行。

### 商圈
發展始於新莊老街，日治時期的商業中心則轉移到鐵路拆除後鋪設的中正路上。國府接收後的商業發展大抵以中正路、新泰路為中心呈輻輳狀擴散；另外在幸福路一帶、輔仁大學四周、民安路－富國路與四維路－後港一路亦各成完整的商圈。
- 新莊夜市
- 宏泰市場
- 聯邦市場
- 四維市場
- 西盛夜市
- 宏安市場
- 裕民市場
- 豐年市場
- 中美黃昏市場

### 飲食、娛樂、購物
- 新莊晶冠廣場（國賓影城）
- 新莊鴻金寶麻吉廣場（鴻金寶影城）
- 家樂福中平店
- 好市多Costco新莊店
- IKEA新莊店（餐廳、兒童遊戲區）
- J-Mart佳瑪進口精品生活館-新莊店
- UNIQLO新莊中正店
- JC Park食尚廣場新莊幸福館
- 特力屋新莊店
- POYA 寶雅
- AUTOBACS 安托華汽車用品專門店
- 宏匯廣場

## 文化

### 藝文

#### 藝文活動
新莊市鄉土藝術季從民國89年開辦，在每年9至11月之週末假日，由新莊文化藝術中心籌畫，邀請全國傑出藝文團隊深入新莊各公園、廣場等公共空間演出。讓民眾可以近距離的觀賞藝文活動，培養市民對藝文活動的興趣。從2014年起，擴大舉辦為新北市鄉土藝術季，不僅在新莊區演出，還擴展至泰山區、林口區、五股區、三重區、蘆洲區、平溪區、石門區、貢寮區及坪林區等區域演出。

#### 新莊文化藝術中心附屬團隊
- 新莊管樂團
- 新莊兒童合唱團
- 新莊歌劇團

### 廣播電台
- ICRT
- 講客廣播電臺（位於行政院新莊聯合辦公大樓北棟18樓）
- 輔大之聲實習廣播電台

## 教育

### 大專院校
- 天主教輔仁大學

### 高級中等學校
- 新北市立新莊高級中學
- 新北市立丹鳳高級中學
- 新北市天主教恆毅高級中學

### 國民中學
- 新北市立新莊國民中學
- 新北市立中平國民中學  （页面存档备份，存于）：學校最近的車站為泰山站。
- 新北市立新泰國民中學
- 新北市立頭前國民中學
- 新北市立丹鳳高級中學附設國民中學
- 新北市私立恆毅高級中學附設國民中學
- 新北市立福營國民中學

### 國民小學
- 新北市新莊區新莊國民小學
- 新北市新莊區中港國民小學
- 新北市新莊區民安國民小學
- 新北市新莊區昌平國民小學
- 新北市新莊區思賢國民小學
- 新北市新莊區裕民國民小學
- 新北市新莊區榮富國民小學
- 新北市新莊區興化國民小學
- 新北市新莊區中信國民小學
- 新北市新莊區丹鳳國民小學
- 新北市新莊區光華國民小學
- 新北市新莊區昌隆國民小學
- 新北市新莊區國泰國民小學
- 新北市新莊區新泰國民小學
- 新北市新莊區頭前國民小學
- 新北市新莊區豐年國民小學

### 圖書館
- 新北市立新莊文化藝術中心期刊圖書室
- 新北市立圖書館—新莊分館
- 新北市立圖書館—新莊福營分館
- 新北市立圖書館—新莊中港分館
- 新北市立圖書館—新莊聯合分館
- 新北市立圖書館—新莊西盛分館
- 新北市立圖書館—新莊裕民分館
- 新北市立圖書館—新莊頭前智慧圖書館
- 新北市立黃愚活動中心兒童圖書館

## 醫療

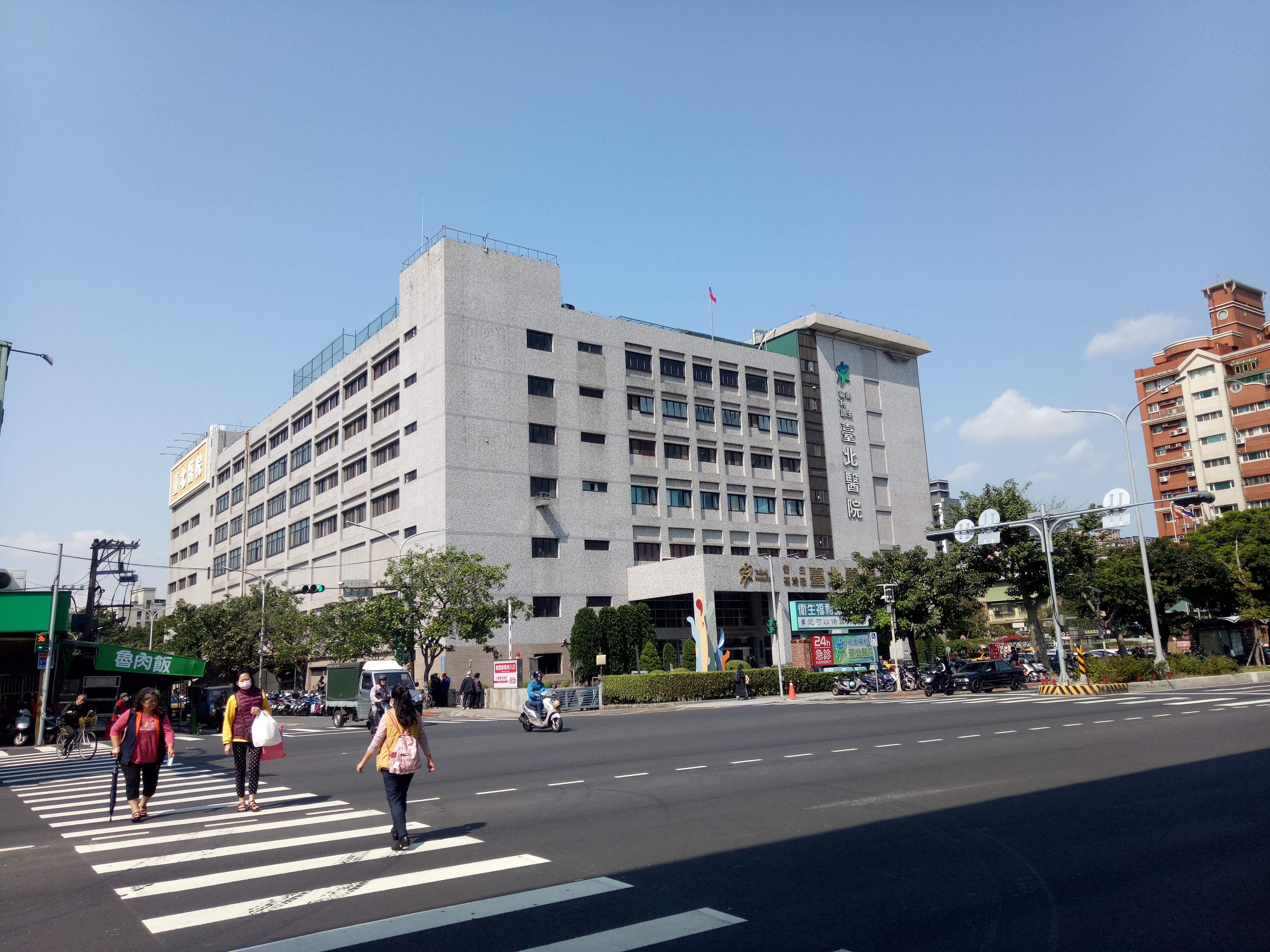
衛生福利部臺北醫院

- 輔仁大學附設醫院 (簡稱「輔大醫院」，實際位置在泰山區)。
- 衛生福利部臺北醫院
- 衛生福利部樂生療養院
- 新泰綜合醫院
- 大順醫院
- 英仁醫院
- 新仁醫院

## 交通

### 主要道路
新莊區為狹長型狀之行政區，原以新北大道、中正路橫貫區內全境，另有新闢之頭前路、思源路、中環路則為聯絡新北市各區之重要道路。

### 新莊以台65線為界分為上新莊和下新莊。
- 中正路：台北捷運新莊線沿此路而建，貫穿新莊現今正市中心全境，是新莊區最主要幹道之一，也是過去往來台北市及桃園市的必經道路，為台1甲線。
- 環漢路：沿大漢溪堤防興建，為連絡大漢溪北岸市區環河道路的一部份。
- 新北大道：目前是台1線（原中山路），但由於鋪設較中正路為晚，故當時居民稱之為「第二省道」，簡稱「二省道」。是新莊區北邊的主要道路，也是副都心重劃區和頭前重劃區北側主要道路之一，用以紓解中正路車流。新北大道分別於副都心重劃區旁與丹鳳地區屬新莊區管轄，中間部分路段屬鄰近的泰山區管轄，桃園機場捷運通過本路上方。

- 新泰路：新莊區通往泰山區主要道路，縱貫新莊區全境，金融機構及工商行號林立，為早期台北市往返泰山區、林口區的必經之路，日治時期稱為「山腳街道」，因泰山舊名山腳而得名。為市道106號。
- 新莊路：新莊廟街和夜市美食所在之百年老街。
- 頭前路：新闢之東西向路幅寬敞40米林蔭大道，橫向貫穿頭前重劃區，可分散新莊北部兩條省道通過性車流而新闢的道路。與三重興德路相接成為示範之綠園道，可穿過堤防至大台北都會公園
- 思源路：原來為南北向路幅寬闊50米林蔭大道，南接大漢橋通往板橋區，北接五工路通往新北產業園區。原為新北市特一號道路，目前為市道106甲線，環狀線通過本路上方，台北醫院亦在本路上。
- 中環路：台65快速道路高架橋的地上平面道路。
- 化成路：因紀念清代將軍陳化成而得名，原工廠林立而現在已成商圈，新莊區則以此路與三重區分界，為區道北63號。
- 幸福路：已形成一座新的商圈，為副都心重劃區附近之最熱鬧市區，為區道北66號。
- 中央路：位於副都心重劃區內新闢30米道路，為副都心重劃區內主要道路之一。
- 中原路：位於副都心重劃區旁，最寬處為25米而部分道路仍待拓寬，尤連接之中原東路僅15米。
- 中華路：旁邊為中港大排，是近年來新莊新闢的中港綠堤，原位於復興路與中原路之間，後將安寧街納入成為一段，原路段則編為二段，後新闢往中山路方向為三段。
- 新五路：通往五股的道路，可由此道路連接國道一號中山高速公路，為市道107甲線。
- 復興路：區道北68號，連結新泰路與化成路的重要道路，途中經新莊體育場。
- 中平路：被稱為新莊文教區，行政院新莊大樓、新莊高中、新莊文藝中心及家樂福都在本路上。
- 中港路：位於中港厝而得名，為新莊最早的南北向道路。

- 三泰路：區道北72號，連結泰山明志路與新樹路間的重要道路，可通往輔大後門並銜接泰山區貴子路，曾為市道107號舊路線。
- 青山路：舊名為天泉路，由於路彎陡峭、死亡車禍頻傳，由於舊名意味著赴天上黃泉之意，故更名為青山路，此路亦是桃園機場捷運自台北盆地爬升至林口台地的衢道，可通往林口中正體育園區內國立體育大學、長庚大學、長庚科技大學的近道。
- 富國路：同相通的雙鳳路為新莊區通往龜山區的近道。
- 新樹路：新莊區通往樹林區重要道路，市道107號，亦為西盛地區主要道路，沿線為工業區重鎮。
- 龍安路：新莊南部的主要文教區，裕民國小、光華國小、丹鳳高中位於此路沿線。
- 民安路：福營地區主要道路，有民安東路與民安西路兩條分支，也是新莊南部最熱鬧的商圈所在，鴻金寶戲院大樓即坐落於此，為區道北70、71號。
- 後港路：分為後港一路與後港二路，與相連的四維路沿線皆是新莊南部地區主要的工商活動地區。
- 福營路：早期福營地區的主要道路，東與新莊路銜接，在臺灣銀行進駐後成為新莊南部金融機構集中的區域。
- 壽山路：區道北118號，自中正路開始，為連接桃園市龜山區的重要道路。
- 四維路、八德街：位於民安路與龍安路之間，新莊南部的舊住宅區。

### 公路客運
國道客運
- 臺北客運／基隆客運 1070（板橋 - 基隆）：經中山高速公路。
- 國光客運 1803（基隆 - 中壢）：經中山高速公路。行徑內壢、桃園、新莊、三重、南京東路。以中山高速公路上到基隆

一般公路客運
- 桃園客運 5009（桃園  -  捷運泰山貴和站）：行經中正路、新北大道。終點站在捷運泰山貴和站。

### 捷運

#### 現今
台北捷運
- 中和新蘆線：迴龍站 - 丹鳳站 - 輔大站 - 新莊站 - 頭前站
- 環狀線：新北產業園區站 - 幸福站 - 頭前站

桃園捷運
- 機場線：新北產業園區站 - 新莊副都心站 - 泰山站

#### 未來
- 台北捷運
  -  萬大-中和-樹林線（規劃中）：迴龍站

### 省道
- 台64線
  - 15 三重三重交流道
- 台65線
  - 2 新莊一新莊一交流道
  - 4 新莊二新莊二交流道
- 台1線
- 台1甲線

### 市道
- 市道106號：新泰路→中正路（與台1甲共線，設有22K牌子）→大觀街（20.3K~22.7K）
  - 市道106甲線：思源路（0K~2.5K）
- 市道107號：明志路三段→中正路（與台1甲共線，9.5K~11.7K）→新樹路（9.3K~15.6K）
  - 市道107甲線：新五路

### 區道
- 北63線
  - 北63-1線
- 北66線
- 北68線
- 北70線
  - 北70-1線
- 北71線
- 北72線
- 北118線

## 宗教及休憩景點
| | |
| - 新莊廟街（新莊夜市） - 新莊廣福宮（國定古蹟）（三山國王廟） - 新莊慈祐宮（直轄市定古蹟） - 新莊武聖廟（直轄市定古蹟） - 新莊文昌祠（直轄市定古蹟） - 新莊地藏庵（大眾廟） - 新莊福德祠 - 新莊慈惠堂 - 新莊保元宮 - 新莊潮江寺 - 新莊安國宮 - 中港俊賢宮 - 新莊信安宮 - 後港昭德宮 - 新莊慈悲寺 - 新莊迴龍寺 - 新莊鳳山宮 - 新莊擎天府 - 新莊幸安宮 - 中港厝福德祠 - 營盤福德宮 - 西盛福德宮 - 新莊福泰宮 - 新莊英靈祠 - 海山福德宮 - 全安宮 - 萬應堂 - 新莊基督長老教會 - 新莊聖保祿天主堂 （页面存档备份，存于） | - 新月橋 - 新莊水源地 - 青年公園 - 新莊體育場（含新莊體育館、新莊棒球場等設施） - 新北市棒球文物展示室（新莊棒球場內） - 新莊文藝中心 - 中港大排河廊 - 宏匯廣場 - 新莊晶冠廣場 - 新莊鴻金寶麻吉廣場 - 新莊思源夜市 (2024年6月底新開幕，2024年10月1日起暫停營業) |

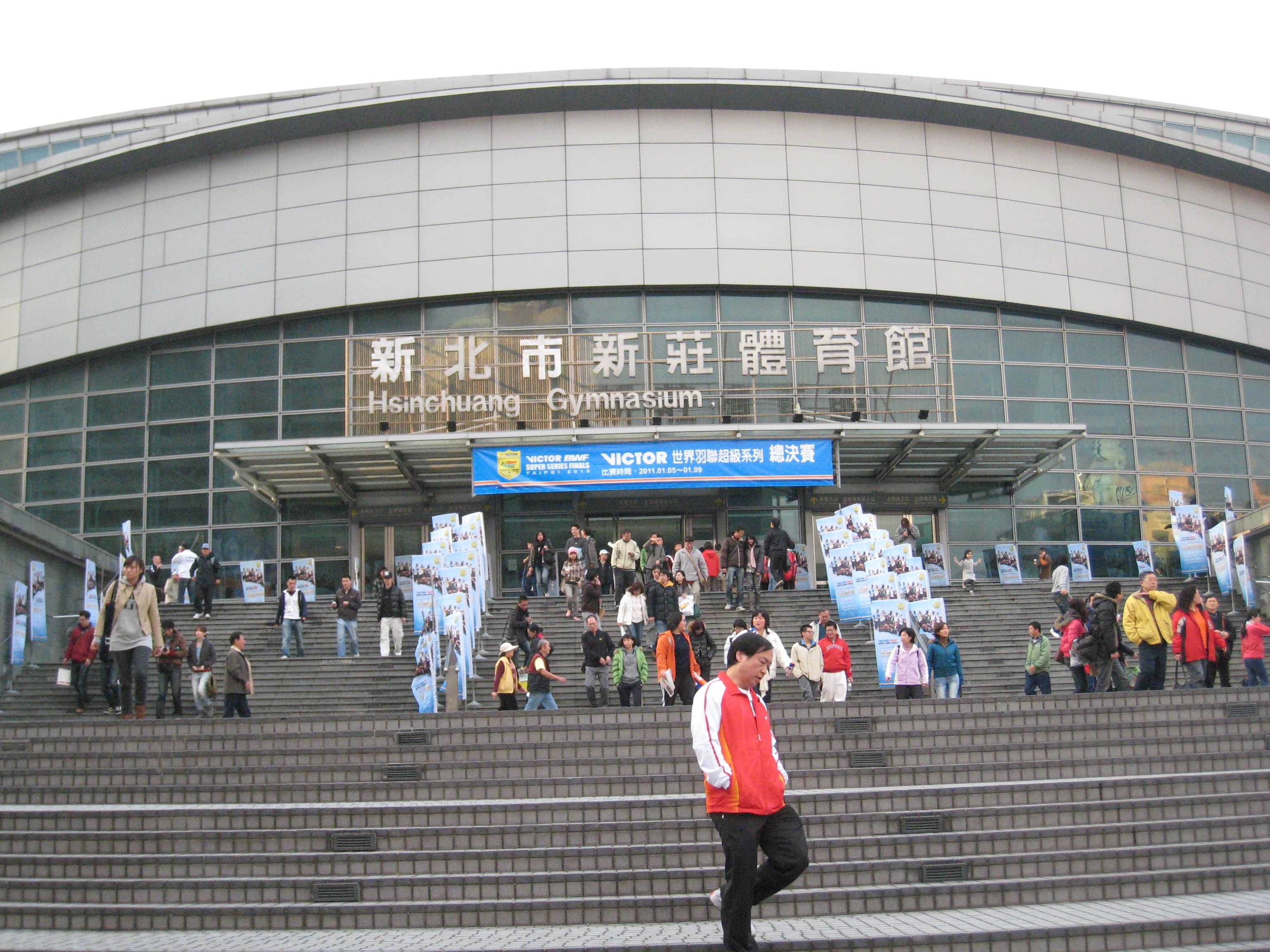
新北市新莊體育館

## 外部連結
- 新莊區公所 （页面存档备份，存于）
- 新莊區戶政事務所 （页面存档备份，存于）
- 新莊區衛生所 （页面存档备份，存于）